# Jacob Ondermaercqplein

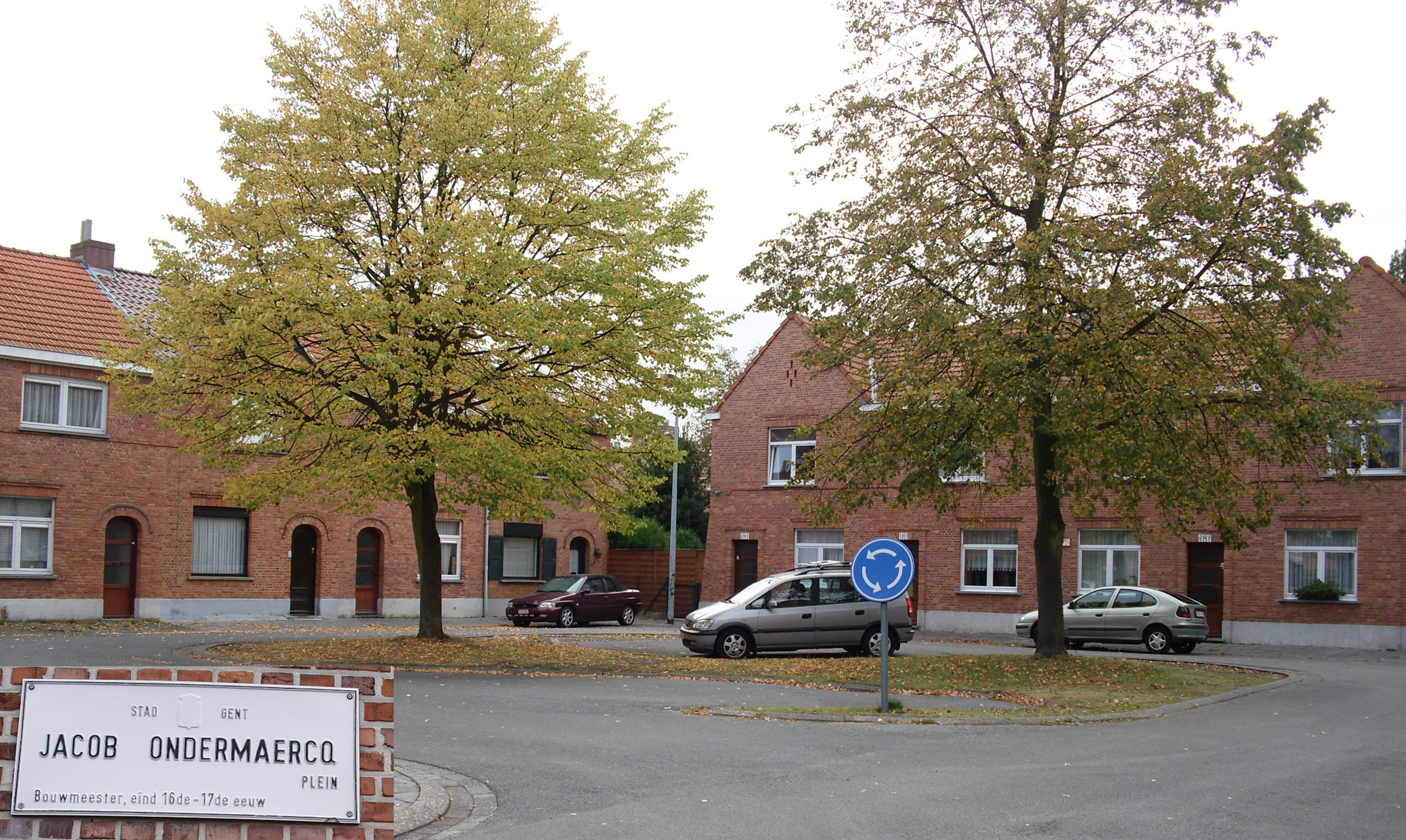
Pleintje met privé-karakter.

Het Jacob Ondermaercqplein is een plein in de Belgische stad Gent. Het plein bevindt zich in de woonbuurt Steenakker nabij Nieuw Gent en ligt tussen de Zwijnaardsesteenweg en het UZ Gent. De woonbuurten Steenakker en Nieuw Gent maken deel uit van de wijk Nieuw Gent - UZ.

## Klein
Dit kleine pleintje is enkel langs de Rombaut Keldermansstraat toegankelijk. Het telt een tiental huizen rondom, met elk zijn eigen parkeerplaats. Daardoor geeft het de indruk een privéterrein te zijn, alhoewel het toch een openbaar karakter heeft. De naamgever aan dit plein was een Gentse bouwmeester die leefde van eind 16e eeuw tot begin 17e eeuw.